# Лэнгдон, Оливия
Оливия Лэнгдон (1845—1904) — жена американского писателя Марка Твена (Сэмюэла Ленгхорна Клеменса).
Оливия Лэнгдон родилась в 1845 году в Эльмире, штат Нью-Йорк, в семье Джервиса Лэнгдона и Оливии Льюис Лэнгдон. Дом её детства, где она жила с 1847 по 1862 год, находился на нынешней Лейк-стрит, 413. Её отец был очень богатым представителем угольной промышленности. Семья была религиозной, поддерживала реформистские и аболиционистские взгляды. Оливия, которую в то время называли Ливи, получила образование, совмещая домашнее обучение и занятия в Женской семинарии Терстона и женском колледже Эльмиры. Здоровье у неё было слабое. В подростковом возрасте около шести лет она была инвалидом, а также страдала предположительно от туберкулёзного миелита или болезни Потта. На протяжении всей своей жизни она продолжала испытывать проблемы со здоровьем.
Оливия познакомилась с Сэмюэлом Клеменсом в декабре 1867 года через своего брата Чарльза. На первом свидании они посетили чтение Чарльза Диккенса в Нью-Йорке. Клеменс ухаживал за ней на протяжении всего 1868 года, в основном письмами. Она отвергла его первое предложение руки и сердца, но они обручились два месяца спустя, в ноябре 1868 года. Позже Клеменс сказал: «Думаю, эта молодая кобылка разбила мне сердце. Теперь у меня только один выбор — дать ей починить его». Помолвка была объявлена в феврале 1869 года, а в феврале 1870 года они поженились. Венчание состоялось в Эльмире, церемонию проводили священники-конгрегационалисты Джозеф Твичелл и Томас К. Бичер:321.

Статуя Оливии Лэнгдон в колледже Эльмиры

Оливия и Сэмюэл переехали в Буффало, где жили в доме, купленном для них отцом Оливии, Джервисом Лэнгдоном. Поначалу им было трудно. Джервис умер от рака в августе, за ним месяц спустя последовала подруга Оливии Эмма Най, которая умерла в доме Клеменсов. Их первый ребенок, Лэнгдон Клеменс, родился в ноябре, но недоношенным. Оливия подхватила брюшной тиф и тяжело заболела. Затем семья переехала в Эльмиру, чтобы семья Оливии могла присматривать за ней и Лэнгдоном.
В 1871 году семья перебралась в город Хартфорд и сняла большой дом в районе Нук-Фарм, где Клеменсы быстро стали видными фигурами литературной и общественной жизни. Благодаря доходам Сэмюэла Клеменса от его книг и лекций, а также наследству Оливии жизнь семьи в Хартфорде была благополучной. В 1874 году Клеменсы переехали в дом, который они построили на купленном участке земли, где прожили до 1891 года.
Лэнгдон, их сын, умер в 1872 году, через полтора года после своего рождения. Позже у них родились три дочери: Оливия Сьюзен (которую называли «Сюзи») (1872—1896), Клара (1874—1962) и Джин («Джейн») (1880—1909):652.
Семья уехала в Европу в 1891 году и прожила там четыре года. Это было вызвано главным образом финансовыми трудностями — инвестиции Сэмюэла в издательскую компанию и печатную машину Пейджа прогорели, и семье пришлось сократить расходы семьи их наверстывали. Они навсегда покинули дом в Хартфорде и провели четыре года, снимая различное жильё. В 1894 году Сэмюэл был вынужден объявить себя банкротом. Оливия получила статус «привилегированного кредитора», и все авторские права Сэмюэла перешли к ней. Эти меры спасли финансовое будущее семьи.
Марк Твен был высокого мнения о её «чувстве благопристойности» и религиозности, отражавших общественное мнение, поэтому позволял редактировать (фактически, цензурировать) рукописи своих книг, статей и лекций. Ливи гордилась тем, что помогает мужу в его работе, что была вынуждена прекратить лишь за несколько месяцев до своей смерти:359. Из-за её прямых запретов он не публиковал антирелигиозные произведения, в частности, «Путешествие капитана Стормфилда в рай» и «Что такое человек?». Её мировоззрение переняла их дочь Клара, унаследовавшая литературные права Твена и запрещавшая аналогичные публикации вплоть до собственной смерти. Также в семье Твен был вынужден скрывать свои атеистические взгляды, молиться и посещать церковь, что его угнетало. Ван Вик Брукс заметил об этом: «Поистине грустно взирать на этого остриженного Самсона, которого ведёт за руку девочка с дремлющим интеллектом, механически повторяющая внушённые ей с младенчества правила семейного благочестия».
Оливия была одной из основательниц Хартфордской художественной школы, которая позже стала частью Хартфордского университета. Она также была сторонницей прав женщин и окружила себя влиятельными женщинами, включая Джулию Бичер и Изабеллу Бичер Хукер.
В 1895 и 1896 годах Оливия и ее дочь Клара сопровождали Сэмюэла в его кругосветном лекционном турне, которое он предпринял, чтобы погасить свои долги. На следующий год их дочь Сюзи, оставшаяся дома в США, умерла от спинномозгового менингита в возрасте 24 лет, что стало сокрушительным ударом для Оливии. До 1902 года семья жила в Швейцарии, Австрии и Англии, позже — в Швеции, Германии, Франции и Италии. Затем они вернулись в Соединённые Штаты, жили в Ривердейле, штат Нью-Йорк, и договорились переехать в дом в Тарритауне, штат Нью-Йорк. Здоровье Оливии стало ухудшаться, и, следуя совету держаться подальше от мужа, чтобы не перевозбуждаться, она месяцами не виделась с ним. Однако Твен нередко нарушал это правило и тайно виделся с ней, чтобы обменяться любовными письмами и поцелуями. К концу 1903 года по совету врачей семья Клеменсов переехала в Италию, где царил тёплый климат, и поселилась на вилле неподалеку от Флоренции.

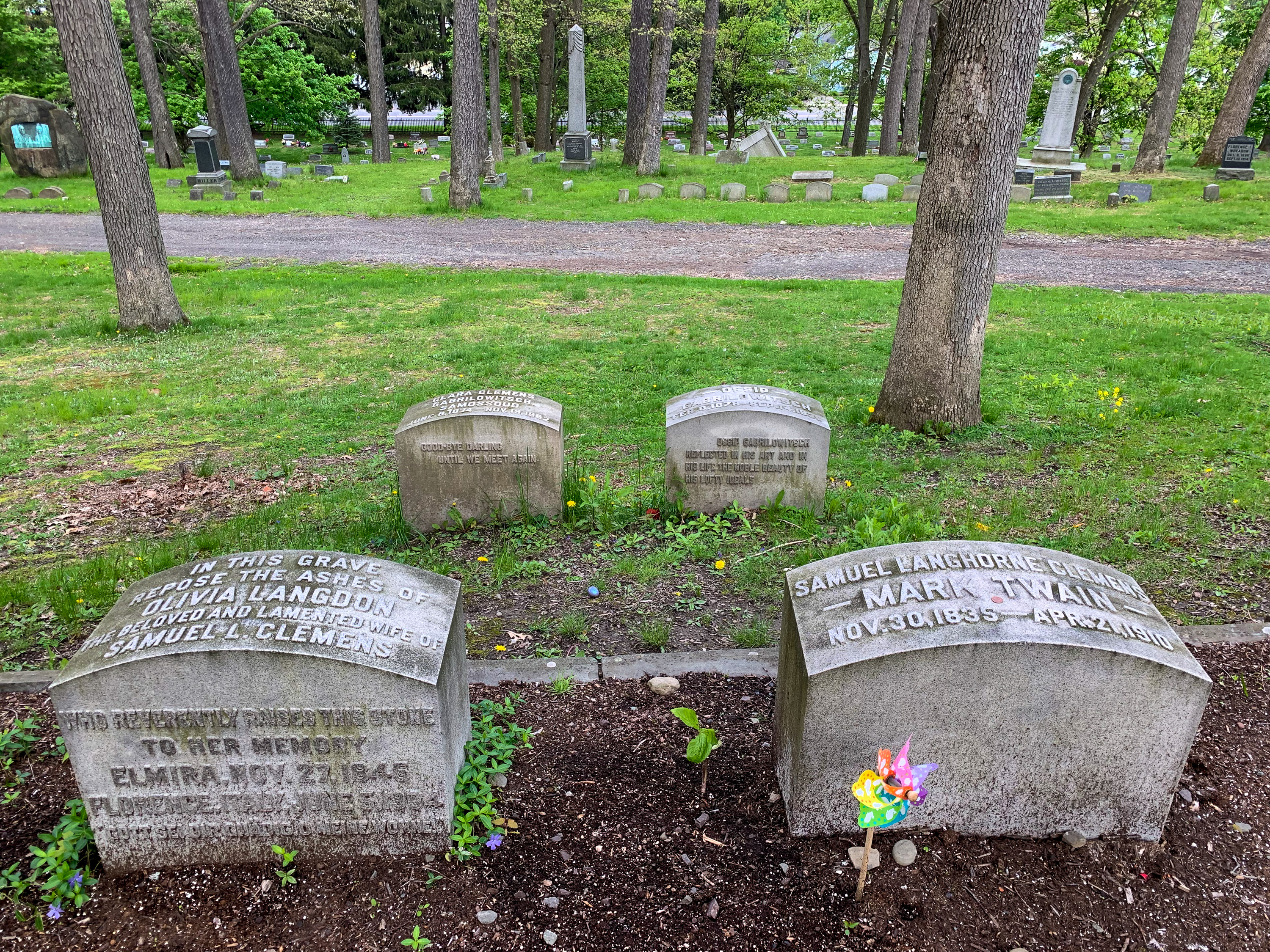
Могилы Оливии Лэнгдон и Марка Твена

Оливия умерла в Италии от сердечной недостаточности в июне 1904 года. Она была кремирована, и ее прах похоронен на кладбище Вудлон в Эльмире. Твен, который был опустошён её смертью, умер в 1910 году; он похоронен рядом с ней.
У общежития колледжа Эльмиры стоит бронзовая статуя Оливии Лэнгдон, подаренная колледжу Гэри Уэйсманом в 2008 году.